# Suharto
Suharto, nome con cui è conosciuto in occidente Haji Mohammad Suharto (Kemusuk, 8 giugno 1921 – Giacarta, 27 gennaio 2008), è stato un politico, generale e dittatore indonesiano.
Secondo presidente dell'Indonesia, prese il potere nel 1965 attraverso un colpo di Stato ai danni del presidente Sukarno, e fu costretto a ritirarsi nel 1998. Gli anni del governo di Suharto furono caratterizzati da una forte repressione e da stragi di massa, e Suharto sfruttò la crescita economica del Paese per arricchire la propria famiglia e i suoi collaboratori attraverso una serie di monopoli statali, sussidi e altri meccanismi. Secondo alcune stime il suo patrimonio familiare arrivò a toccare i 15 miliardi di dollari.
Il regime di Suharto si caratterizzò per la persecuzione accanita degli oppositori politici e l'utilizzo sistematico dell'esercito per mantenere il controllo delle regioni del Paese in cui si sviluppavano movimenti dissidenti. Si calcola che tra i 500.000 e i 3 milioni di comunisti, simpatizzanti o presunti tali e altri gruppi o minoranze siano stati uccisi durante il genocidio indonesiano negli anni successivi alla presa del potere nell'inerzia compiaciuta di Stati Uniti e Regno Unito, fautori e sostenitori del regime, che vedevano nelle stragi di massa dei "comunisti" un vantaggio insostituibile. Il Partito Comunista Indonesiano (PKI) contava infatti 3 milioni di iscritti e circa 17 milioni di simpatizzanti, risultando il terzo partito comunista più grande al mondo. Anche l'invasione e l'occupazione della ex colonia portoghese di Timor Est, confinante con l'Indonesia, causò massacri di vaste proporzioni, anch'essi definiti da più parti come un genocidio.

## Biografia

### Carriera iniziale
Suharto nacque a Kemusuk Argamulja, Giava Centrale. Si arruolò nell'esercito coloniale e studiò in un'accademia militare gestita dall'amministrazione neerlandese. Durante la seconda guerra mondiale prese il comando di un battaglione dell'esercito filo-giapponese.
Dopo la dichiarazione di indipendenza dell'Indonesia da parte di Sukarno nel 1945 le sue truppe si scontrarono con quelle olandesi che cercavano di riportare il Paese sotto la dominazione coloniale e partecipò alla presa di Giacarta il 1º marzo 1949.
Negli anni successivi Suharto prestò servizio come ufficiale nell'armata di Giava. Nel 1959 venne accusato di contrabbando e trasferito nel collegio militare di Bandung, a ovest di Giava. Nel 1962 acquistò il grado di maggiore generale e prese servizio nella divisione Diponegoro. Durante il confronto tra Indonesia e Malaysia Suharto fu comandante dell'unità di élite Kostrad. Nel 1965 le forze armate si divisero in due fazioni, una di sinistra e una di destra. Suharto si unì a quest'ultima.

### Colpo di Stato e massacro dei comunisti
Il 30 settembre 1965, usando la scusa d'impedire un presunto tentativo di colpo di Stato comunista, Suharto prese il controllo del potere esecutivo dal governo di Sukarno e costrinse quest'ultimo a farsi da parte. Suharto purgò le forze armate indonesiane degli elementi pro-Sukarno e pro-Comunisti, e costrinse Sukarno a cedergli tutti i poteri esecutivi l'11 marzo 1966. Esiste il fondato sospetto che ricevette appoggio dalla CIA in questa azione. Egli pose fine al confronto con la Malaysia allo scopo di liberare risorse dell'esercito.
Suharto stabilì quello che egli stesso chiamò Orde Baru (Ordine Nuovo). Epurò il Parlamento dai comunisti, eliminò i sindacati e aumentò la censura della stampa. Inoltre ruppe le relazioni diplomatiche con la Repubblica Popolare Cinese e ristabilì quelle con le nazioni occidentali. Divenne insomma l'arbitro ultimo di tutte le decisioni politiche.
Suharto incrementò le sovvenzioni all'esercito e istituì due agenzie di intelligence - Il Comando Operativo per il Ripristino della Sicurezza e dell'Ordine (Kopkamtib) e l'Agenzia di Coordinamento dell'Intelligence di Stato (Bakin). Da 1 a 2 milioni di persone furono giustiziate nella repressione e altre 200.000 furono arrestate semplicemente perché sospettate di essere coinvolte nel colpo. Molti comunisti, presunti comunisti e cosiddetti "nemici dello Stato" vennero condannati a morte (anche se alcune delle esecuzioni vennero rinviate al 1990).
Si è ventilata l'ipotesi che le liste di sospetti comunisti vennero fornite al regime di Suharto dalla CIA. Inoltre la CIA tenne traccia dei nomi presenti su queste liste quando il regime di Suharto crollò. Questo tacito supporto del governo statunitense per il regime di Suharto restò fermo per tutto il periodo della terribile repressione inflitta sull'Indonesia, durante l'invasione di Timor Est, e continuò fino agli ultimi anni 1990. A causa della sua abbondanza di risorse e dell'ampia popolazione di consumatori, l'Indonesia era un partner commerciale tenuto in grande considerazione dagli USA, e i rifornimenti di armi vennero mantenuti durante tutto il regime di Suharto.
Il 12 marzo 1967 Suharto assunse le funzioni di presidente. Il 21 marzo venne eletto formalmente per il primo mandato quinquennale come presidente. Suharto nominò direttamente il 20% della camera dei rappresentanti. Il Partito Golkar divenne il partito favorito e l'unico accettabile per i funzionari di governo. L'Indonesia divenne anche uno dei membri fondatori dell'ASEAN.

### I vertici dell'Orde Baru e l'invasione di Timor Est
Suharto portò avanti la repressione anche contro i cinesi indonesiani, vietando l'uso della scrittura cinese nella maggior parte del materiale scritto, e chiudendo le organizzazioni cinesi a causa delle loro presunte simpatie comuniste.
Nel 1970 Suharto mise al bando le proteste studentesche dopo che si svolsero diffuse manifestazioni contro la corruzione. Una commissione scoprì che questa era molto comune. Suharto approvò solo due casi e quindi chiuse la commissione. La corruzione divenne endemica.
Suharto governò attraverso il controllo militare e la censura sui mass media. Controllava la finanza concedendo affari vantaggiosi e monopoli ai suoi parenti, compresi i sei figli. Inoltre mise in continuazione le varie fazioni dell'esercito una contro l'altra, iniziando con l'appoggiare gli elementi nazionalisti e sostenendo in seguito quelli islamisti.
Nel 1973 vinse le elezioni per un nuovo mandato presidenziale di 5 anni. Suharto venne rieletto anche nel 1978, 1983, 1988, 1993 e nel 1998 (anno della sua deposizione). Egli istituì delle riforme elettorali per le quali solo tre partiti potevano partecipare alle elezioni, tra questi c'era il suo Partito Golkar.
Nel 1975, ordinò alle truppe indonesiane di invadere l'ex colonia portoghese di Timor Est, dopo che il Portogallo si era ritirato e il movimento FRETILIN aveva preso il potere. In seguito il governo fantoccio, installato dall'Indonesia, richiese che la regione venisse annessa all'Indonesia. Si stima che 100.000 persone, circa un terzo della popolazione locale, vennero uccise dall'esercito indonesiano. Il 15 luglio 1976 Timor Est divenne la provincia di Timor Timur fino a quando la sua amministrazione non venne trasferita alle Nazioni Unite, nel 1999, dopo un referendum che aveva sancito la volontà della popolazione di diventare uno Stato indipendente.
La corruzione divenne un significante fardello negli anni 1980. Il 5 maggio 1980 un gruppo chiamato "Petizione dei 50" (Petisi 50) richiese maggiore libertà politica. Era composto da ex-militari, politici, accademici e studenti. I media indonesiani non diffusero la notizia e il governo pose delle restrizioni sui firmatari. Dopo che il gruppo nel 1984 accusò Suharto di essere in procinto di creare uno Stato monopartitico, alcuni dei suoi capi vennero incarcerati.
L'assenza di rispetto dei diritti umani da parte di Suharto peggiorò nel corso degli anni. Nel 1993 la Commissione sui diritti umani dell'ONU stilò una risoluzione che esprimeva profonda preoccupazione circa le violazioni indonesiane dei diritti umani a Timor Est.
Nel 1996 Suharto estromise la figlia di Sukarno, Megawati Sukarnoputri, dalla guida del Partito Democratico Indonesiano di Lotta, uno dei tre partiti legali. In giugno, i sostenitori di Sukarnoputri occuparono il quartier generale del partito. Dopo che le forze di sicurezza li arrestarono, scoppiarono delle rivolte a Giacarta.

### Ritiro di Suharto
Nel 1997, secondo la Banca Mondiale, dal venti al trenta percento del budget indonesiano per lo sviluppo era stato indebitamente appropriato nel corso degli anni. La crisi finanziaria asiatica dello stesso anno non portò bene al governo di Suharto che fu costretto a richiedere nuovi prestiti, i quali vennero sottoposti a maggiori indagini da parte del Fondo Monetario Internazionale.
Nonostante le sue precedenti promesse di ritirarsi, Suharto si assicurò la sua rielezione da parte del parlamento nel marzo 1998. Dopo numerose dimostrazioni e la pressione politica e militare contro di lui, egli fu costretto a dimettersi il 21 maggio durante la Rivoluzione Indonesiana del 1998. Il suo successore fu il suo vice, Jusuf Habibie.

### Dopo la caduta
Nel maggio del 1999 Time Asia riportò che la fortuna della famiglia di Suharto ammontava ad un totale stimato di 15 miliardi di dollari in contanti, azioni, società, beni immobili, gioielleria ed opere d'arte. Nove di questi miliardi sarebbero stati depositati in una banca austriaca. Si dice che la famiglia abbia il controllo di circa 36.000 km² di terreni in Indonesia, compresi 100.000 m² di spazio uso ufficio a Giacarta e quasi il 40% della terra di Timor Est. Oltre 73 miliardi di dollari si dice siano passati per le mani della famiglia durante i 32 anni di regime di Suharto.
Il 29 maggio 2000 Suharto venne posto agli arresti domiciliari, quando le autorità indonesiane iniziarono ad investigare la corruzione del suo regime. In luglio venne accusato di essersi appropriato indebitamente di 571 milioni di dollari di donazioni governative ad una delle diverse fondazioni sotto il suo controllo, e di aver usato questi soldi per finanziare gli investimenti della famiglia, ma in settembre i dottori nominati dalla corte annunciarono che non poteva essere processato a causa della sua salute in declino. I magistrati riprovarono nel 2002, ma allora i dottori incolparono un non meglio specificato male al cervello.
Incapace di procedere contro Suharto, lo Stato processò il figlio, Hutomo Mandala Putra, meglio noto come Tommy Suharto, che venne condannato a 15 anni di prigione per aver organizzato l'assassinio di un giudice che lo aveva condannato a 18 mesi per il suo ruolo in una truffa del settembre 2000. Tommy fu il primo membro della famiglia Suharto ad essere trovato colpevole e condannato per un reato: egli sostenne la propria innocenza, ma non volle ricorrere in appello.
Nei momenti successivi alla sua morte avvenuta il 27 gennaio 2008 si sono verificati degli scontri con morti tra la polizia ed i dissidenti che festeggiavano.